# Franco Muzzio & C. Editore
Franco Muzzio & C. Editore è stata una casa editrice italiana fondata a Padova nel 1974 da Franco Muzzio (1948), che ne è stato presidente. La casa editrice è fallita nel 1997.

## Storia
La produzione editoriale iniziò con un paio di libri di educazione sessuale per bambini, Sexfibel, non è stata la cicogna, 41 pagine illustrate, e Un bambino lo sa? che nel 1974 suscitarono un dibattito giuridico e che, con una motivazione che venne giudicata bizzarra, vennero sottoposti a sequestro giudiziario, ma successivamente dissequestrati e messi in commercio per effetto della perizia legale del prof. Guido Petter, psicologo dell'età evolutiva dell'Università di Padova.
La casa editrice abbandonò subito il tema dell'educazione sessuale e iniziò la pubblicazione di una collana divulgativa di scienze naturali (piante, fiori, animali), volumetti didascalici con abbondanza di illustrazioni. Tra i primi libri la Guida degli uccelli d'Europa, a lungo il titolo più venduto.
Nel 1975 iniziò (e fu la prima in Italia) la pubblicazione di una collana dedicata all'elettronica (Biblioteca tascabile di elettronica) e nel 1976 di un'altra collana più professionale (Manuali di elettronica applicata), con testi tradotti dal tedesco. Le due collane erano curate da Mauro Boscarol.
Nel 1978, dopo la comparsa dei primi personal computer inizia la pubblicazione della collana Il piacere del computer, anch'essa curata da Mauro Boscarol, con circa un centinaio di titoli.
Parallelamente, dopo la crisi petrolifera degli anni settanta, venne creata anche una collana dedicata alle energie alternative e all'architettura bioclimatica (Le scienze dell'artificiale), ideata e curata da Sergio Los.
Negli anni '80 in seguito all'esigenza di diversificare gli ambiti di intervento, fu lanciata una collana dedicata alla gastronomia (Cucina regionale), curata prima da Giuseppe Maffioli e poi da Marco Guarnaschelli Gotti. I primi titoli si riferivano alla cucina veneta; in seguito la collana si estese trattando la cucina di tutta Italia. Alla collana viene riconosciuto il tentativo di salvaguardare un patrimonio che, da un punto di vista culinario, giaceva ancora nelle case e in qualche osteria.
Segue un'altra collana di informatica ideata e curata da Mauro Boscarol (Informatica) e due collane curate da Virginio Sala, Intelligenza artificiale e robotica e Strumenti della musica.
Negli anni novanta furono lanciate nuove collane dedicate ai viaggi (Aritroso), in collaborazione con Ippolito Pizzetti, all'ecologia (Ecologia, con la collaborazione di Giorgio Celli, e  Il pianeta, con la collaborazione di Gianfranco Bologna, direttore del WWF), al giardinaggio e agli animali (Il Corvo e la Colomba), ancora con Ippolito Pizzetti, e alla divulgazione scientifica (Muzzio Scienze, diretta da Corrado Mangione).
Dalla metà degli anni Novanta la casa ha avuto difficoltà, culminate nel 1997 con la dichiarazione di fallimento da parte del Tribunale Fallimentare di Padova. Diversi passaggi societari si sono conclusi nel 2003 con l'acquisto del marchio Franco Muzzio Editore da parte del Gruppo Editoriale Italiano.